# 2010 en combiné nordique
| Années du combiné nordique : 2007 - 2008 - 2009 - 2010 - 2011 - 2012 - 2013    |
| Décennies du combiné nordique : 1980 - 1990 - 2000 - 2010 - 2020 - 2030 - 2040 |

Cette page reprend les résultats de combiné nordique de l'année 2010.

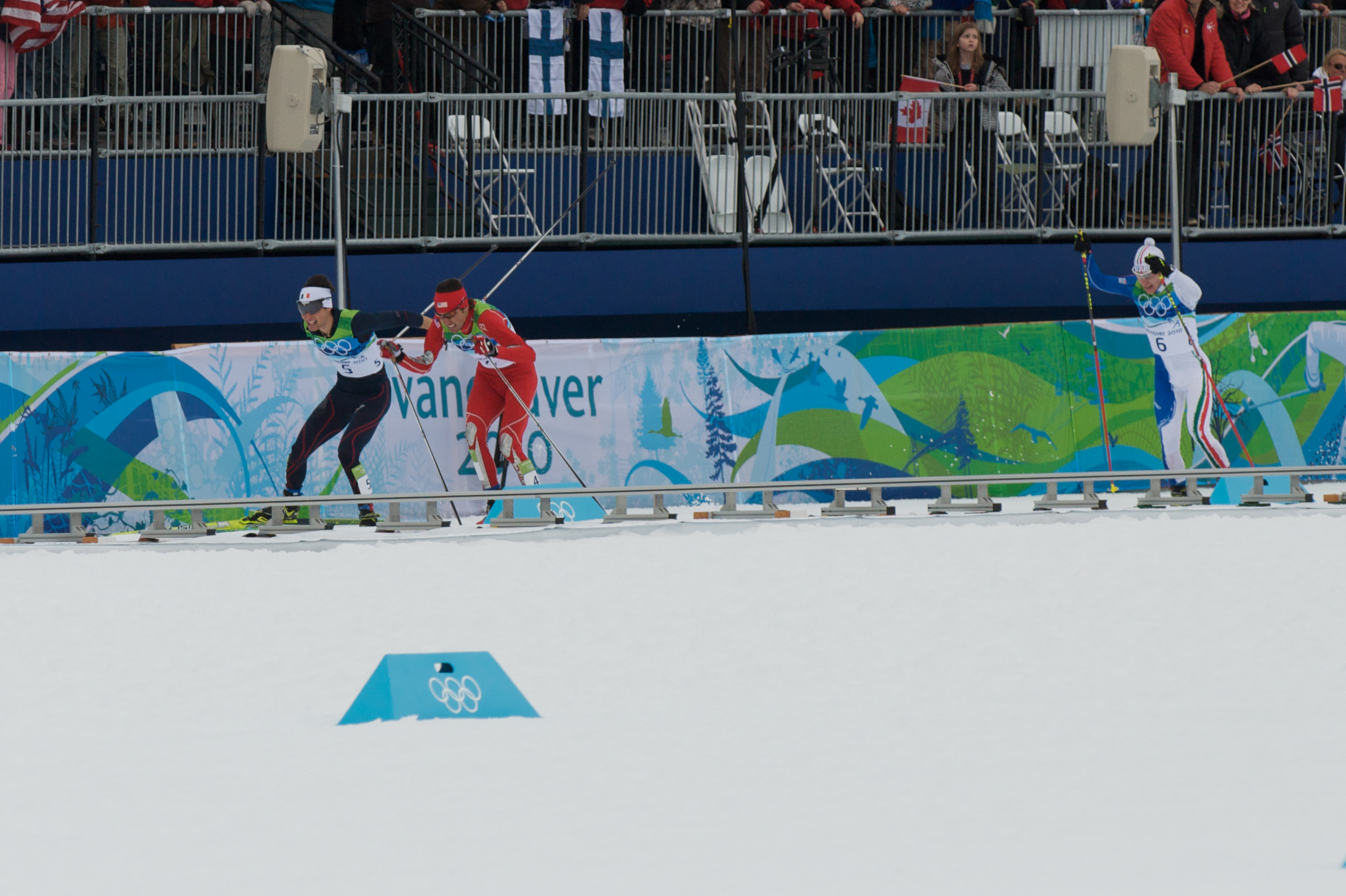
Le finale de l'épreuve olympique sur petit tremplin : Jason Lamy-Chappuis devant Johnny Spillane et Alessandro Pittin.

## Coupe du monde
Le classement général de la Coupe du monde 2010 fut remporté par le Français Jason Lamy-Chappuis devant l'Autrichien Felix Gottwald et le Norvégien Magnus Moan, qui était deuxième du classement l'année précédente.

### Coupe de la Forêt-noire
La coupe de la Forêt-noire 2010 fut remportée par le Français Jason Lamy-Chappuis.

### Festival de ski d'Holmenkollen
L'épreuve par équipes de l'édition 2010 du festival de ski d'Holmenkollen fut remportée par l'équipe de Norvège, composée par Petter Tande, Mikko Kokslien, Jan Schmid et Magnus Moan. Elle devance l'équipe d'Autriche (Bernhard Gruber, David Kreiner, Felix Gottwald & Mario Stecher) tandis que l'équipe d'Allemagne (Johannes Rydzek, Georg Hettich, Eric Frenzel & Tino Edelmann) termine troisième.
Le lendemain, le gundersen vit la victoire du Français Jason Lamy-Chappuis devant l'Autrichien Felix Gottwald et le Norvégien Magnus Moan.

### Jeux du ski de Lahti
La première épreuve de combiné des Jeux du ski de Lahti 2010 fut remportée par le coureur norvégien Magnus Moan devant le Finlandais Hannu Manninen. L'Allemand Tino Edelmann termine troisième.
La deuxième épreuve, disputée le lendemain, vit la victoire du Finlandais Hannu Manninen devant l'Autrichien Felix Gottwald. Le Français Jason Lamy-Chappuis se classe troisième.

## Jeux olympiques

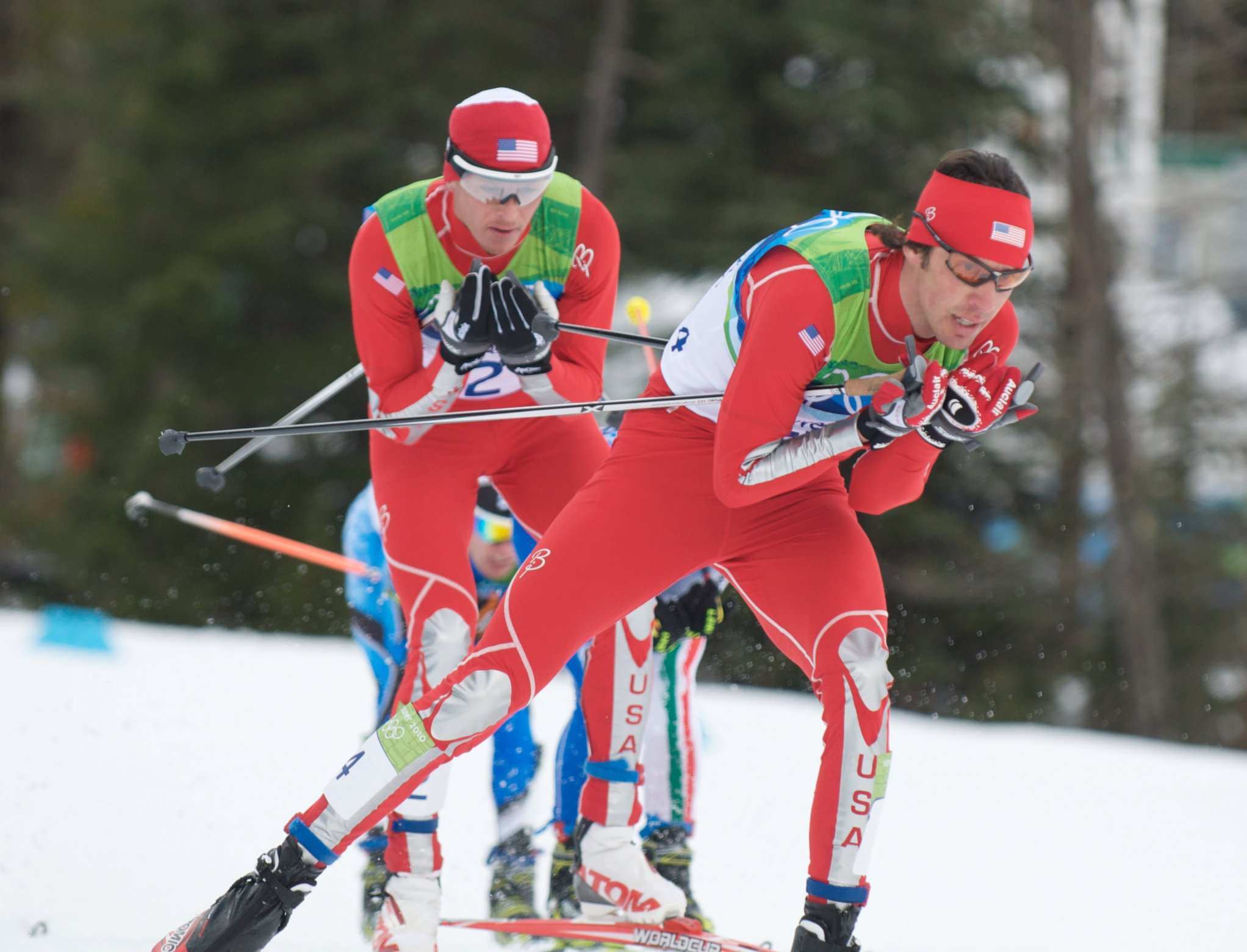
Johnny Spillane et Todd Lodwick lors de l'épreuve sur tremplin normal des Jeux.

Les Jeux olympiques d'hiver eurent lieu à Vancouver, au Canada.
L'épreuve par équipes fut remportée par l'équipe d'Autriche, composée par Felix Gottwald, Bernhard Gruber, David Kreiner et Mario Stecher. L'équipe des États-Unis (Brett Camerota, Bill Demong, Todd Lodwick & Johnny Spillane) décroche la médaille d'argent tandis que le bronze revient à l'équipe d'Allemagne (Tino Edelmann, Eric Frenzel, Bjoern Kircheisen &Johannes Rydzek).
L'épreuve sur tremplin normal fut remportée par le Français Jason Lamy-Chappuis devant l'Américain Johnny Spillane et l'Italien Alessandro Pittin.
L'épreuve sur grand tremplin, disputée dans des conditions contestables, fut remportée par l'Allemand Eric Frenzel devant le Japonais Akito Watabe. Le Norvégien Magnus Krog termine troisième.

## Jeux mondiaux des maîtres
Le 30 janvier, à Bled, en Slovénie, le Finlandais Anssi Koivuranta remporte l'épreuve de combiné des premiers Jeux mondiaux des maîtres organisés en hiver.

## Championnat du monde juniors

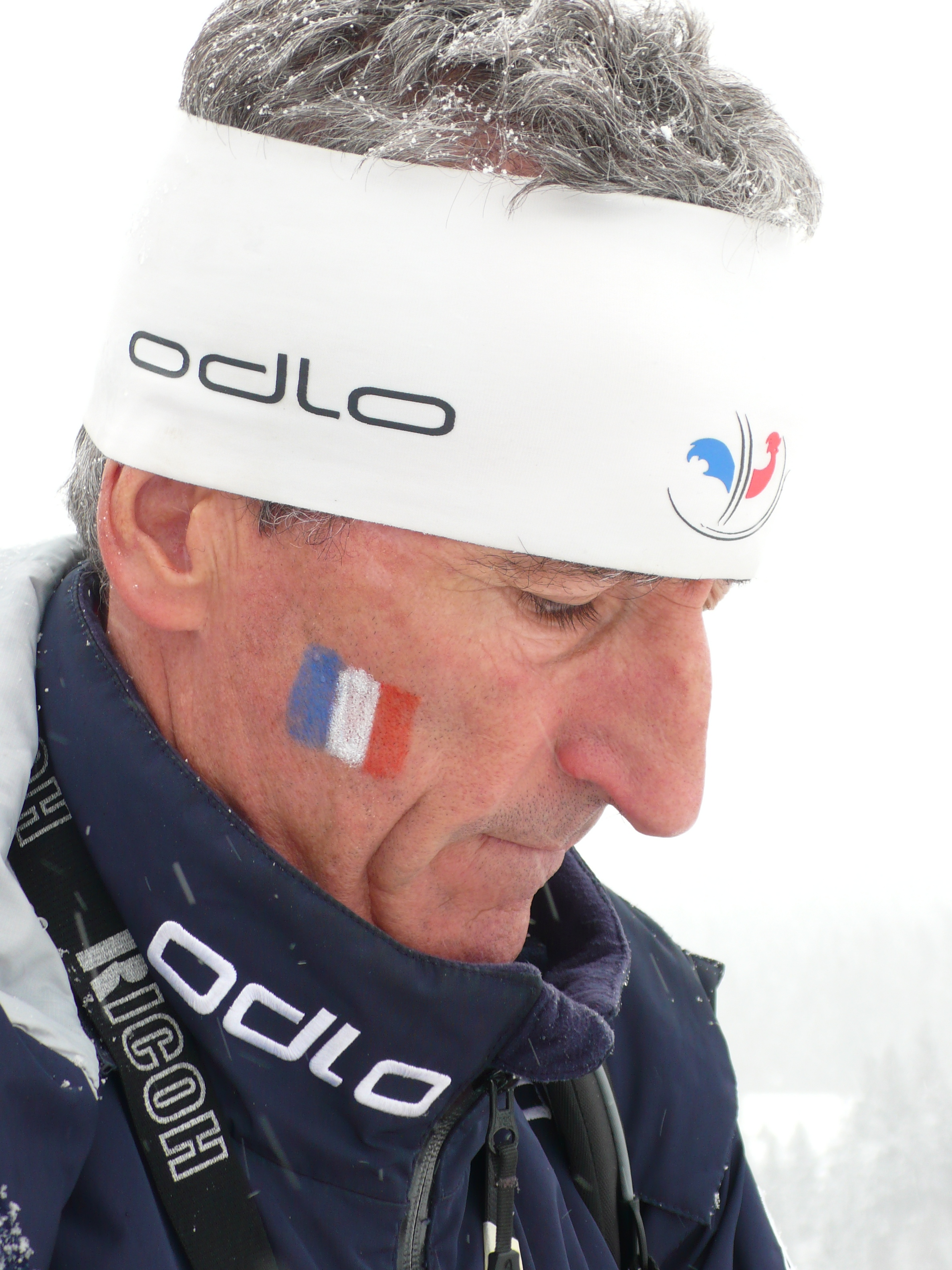
Le Français Jacques Gaillard, entraîneur de l'équipe féminine de saut.

Le Championnat du monde juniors 2010 a eu lieu à Hinterzarten, en Allemagne.
Le gundersen individuel fut remporté par le Norvégien Ole Christian Wendel devant l'Allemand Janis Morweiser et le Norvégien Gudmund Storlien.
Le sprint vit la victoire du Japonais Junshiro Kobayashi devant le Slovène Marjan Jelenko. L'Allemand Janis Morweiser termine troisième.
L'épreuve par équipes fut remportée par l'équipe d'Allemagne, composée de Fabian Riessle, Johannes Rydzek, Janis Morweiser et Johannes Firn. L'équipe de Norvège (Ole Christian Wendel, Gudmund Storlien, Joergen Graabak & Truls Sønstehagen Johansen) est deuxième tandis que l'équipe de Slovénie (Gasper Berlot, Matic Plaznik, Jože Kamenik & Marjan Jelenko) termine troisième.

## Coupe continentale
Le classement général de la Coupe continentale 2010 fut remporté par l'Autrichien Tomaz Druml devant les Allemands Benjamin Kreiner et Christian Beetz.

## Grand Prix d'été
Le Grand Prix d'été 2010 a été remporté par le coureur allemand Johannes Rydzek. Il s'impose devant le Norvégien Magnus Moan. L'Allemand Eric Frenzel termine troisième.

## Coupe OPA
Le jeune Allemand Johannes Firn remporte la coupe OPA 2010.